# Петко Радев (революционер)
Вижте пояснителната страница за други личности с името Петко Радев.
Петко Радев Радулов, наричан Малък Петко, е български хайдутин и революционер, близък побратим и съратник на капитан Петко войвода.

## Биография
Роден е около 1842 г. в село Каледжидере, Гюмюрджинско. Баща му се е казвал Радю, а майка му – Кера. Той е най-голямото от общо единадесет деца. Баща му е буден природно надарен мъж, а майка му е известна като голяма песнопойка и разказвачка, знаела и много хайдушки песни. Петко е по-дребен на ръст, но с буен нрав.
Петко е набеден пред властите от чорбаджията Хаджи Шенко, собственик на изгубено муле, че го е откраднал. Подложен на разпити и тормоз, Петко Радев приема предложението на Големия Петко – бъдещия капитан Петко войвода да станат хайдути и на 7 май (Гергьовден) 1862 година излиза при него в гората.
След поредица успешни атаки четата им става легендарна. На 6 януари 1863 година една потеря от 130 души заптии и башибозуци ги открива и загражда 9-имата хайдути край селото Исьорен в Еноската кааза. Двама се убити, а Войводата (Голям Петко), Петко Радев (Малък Петко), Комньо Стоянов от Дуганхисар и Стоил Атанасов от Исьорен са ранени, заловени от турците и хвърлени в затвора в Гелибол. Организират бягство, но са заловени и преместени в Солун в затвора „Камлъкуле“ (Кървава кула) известна днес като Бялата кула. После турците решават да ги прехвърлят в Драма, но по пътя хайдутите напиват заптиите и успяват да се освободят. По-късно попадат на засада и всички без войводата са пленени.

След залавянето Петко Радев е 15 години заточеник в Кипър до освобождението на България когато е пуснат. Заради това, че не го освобождават предварително Петко войвода сред дълги преговори и отлагания накрая ликвидира плененият от него след опит да го отрови лихвар от Марония Калън Тома бей заедно с още две заптиета.

В 1878 г. Малък Петко се връща в Беломорието и в Гюмюрджина се главява за „исьреердарин“ – предводител на групи за преследване на разбойници. След като не се сражава истински и пропуска четата на Никола Кирков, той е уволнен от служба. Петко Радев става отново хайдутин и шета в Ксантийско и Гюмюрджинско, обира чорбаджии според стария хайдушки закон, без да стига до безогледно разбойничество. Напада в Скеча (Ксанти) чорбаджията Куюмджиолу, след което отива в Мала Азия, там си сменя името, оженва се и отваря кръчма в Измирско. След някое време го разпознават. Той е принуден да изостави жена си и децата и да бяга в Атина. През 1885 г. идва в Бургас, а след кратък престой заминава в обратно за Гюмюрджина. Там събира чета и пак започва хайдутлук в Марония, Кушманлъ и Каледжидере, докато подгонен от властта, в 1887 г. се озовава във Варна. През 1888 г. Петко Радев се появява в Родопите за да се бори за освобождението на останалите под турска власт родопчани.
Политическите врагове на капитан Петко войвода (Боюк Петко) използват срещу него сходството в имената и района на действие с Петко Радев (Кючук Петко), силно преувеличават авантюристичните прояви на последния и оплакванията на турската власт от него, набеждават за тях Войводата за да му попречат да получи полагащата му се по закон поборническа пенсия в което напълно успяват.
Според изследователя на Родопите Стою Шишков Петко Радев има бойни качества подобни на Големия Петко, като него е родолюбец и с рицарски дух – „покровител на потиснатите и благодетел на бедните“, има „почти същите природни способности, както войводата (Голям Петко)“, и т.н.
След Освобождението на България дейността на Малък Петко е много слабо проучена. Известно е, че през 90-те години на ХІХв. стамболовата полиция го издирва като „разбойник“, заедно с други заподозрени политически противници на режима. Успява да избегне ареста и се установява да живее в Пловдив. Оттук следите му се губят. Не се знае къде и как е завършил животът му.